# Gewichtheffen op de Paralympische Zomerspelen 1968
De IIIe Paralympische Spelen werden in 1968 gehouden in Tel Aviv, Israël. De bedoeling was dat de spelen, net zoals de Olympische Spelen dat jaar in Mexico-Stad (Mexico) gehouden zouden worden. Maar de Mexicaanse regering zag ervan af vanwege de moeilijkheden die het met zich meebracht.
Gewichtheffen was een van de 10 sporten die op het programma stonden.

## Evenementen
Er stonden vier evenementen op het programma voor de Mannen.
- Vedergewicht
- Lichtgewicht
- Middengewicht
- Zwaargewicht

## Mannen
| Klasse        | gewicht kg | land | Goud         | land | Zilver        | land | Brons   |
| ------------- | ---------- | ---- | ------------ | ---- | ------------- | ---- | ------- |
| Vedergewicht  | 125        | FRA  | Dumont       | SWE  | Benny Nilsson | JPN  | Nagumo  |
| Lichtgewicht  | 150        | NOR  | Johnsen      | SUI  | Ernst Michel  | JAM  | Hall    |
| Middengewicht | 152.5      | GBR  | T. Palmer    | FRA  | Brifoulliere  | USA  | Jensen  |
| Zwaargewicht  | 200        | AUS  | Vic Renalson | GBR  | R. Rowe       | USA  | Rossini |

Atletiek · Basketbal · Boogschieten · Dartchery · Gewichtheffen · Koersbal · Schermen · Snooker · Tafeltennis · Zwemmen
Tokio 1964 ·
Tel Aviv 1968 ·
Heidelberg 1972 ·
Toronto 1976 ·
Arnhem 1980 ·
New York & Stoke Mandeville 1984 ·
Seoel 1988 ·
Barcelona 1992